# Lagos de Ounianga
Os Lagos de Ounianga é composto de 18 lagos, distribuídos em 2 conjuntos, distantes 40 Km um do outro, e dentro destes, seus lagos estão interconectados. Estão localizados no deserto do Saara, no nordeste do Chade, e se distribuem nas bases das Montanhas do Tibetsi Oeste e Ennedi Leste.
Os 18 lagos estão assim agrupados:
- Grupo Ounianga Kébir: Lago Yoa, Lago Katam, Lago Oma, Lago Béver, Lago Midji, Lago Forodom;
- Lago Motro.
- Grupo  Ounianga Sérir: Lago Melekui, Lago Dirke, Lago Ardjou, Lago Téli, Lago Obrom, Lago Élimé, Lago Hogo, Lago Djiara, Lago Ahoita, Lago Daléyala, e Lago Boukkou.

Os lagos possuem, no total, aproximadamente, uma área de superfície de 20km2. O Lago Yoa, é o maior, com 3.5km2 e 27 metros de profundidade.
O nome de cada lago é derivado dos nomes das vilas próximas. A tradução, literal, do nome de cada conjunto dos lagos: Ounianga Kébir = Grande Ounianga e Ounianga Serir =  Pequeno Ourianga.

## Geografia
Esse conjunto de lagos constituem um sistema hidrológico único nos desertos da Terra. Os lagos possuem, entre si, uma enorme diversidade de tamanhos, geologia, tonalidade e componentes químicos. A região com média de 2 mm de precipitação por ano e com taxas de evaporação altíssimas, exemplificando, o Lago Yoa, com taxa de evaporação de 6 metros por ano, conserva sua profundidade em torno de 27 metros. Fatores geológicos e físicos únicos no mundo, se combinam, sustentando, esse sistema de lagos, exceto o Lago Teli, o mais central, abundante e permanentemente com água fresca em uma região extremante árida.

## Conexão à história da humanidade
Especula-se que a história climática da região tem uma conexão com a migração humana no final da última era do gelo, a cerca de 11 mil anos atrás. O deserto voltou à área após as monções terem diminuído, há cerca de 5 mil anos. Pesquisas revelaram 10.940 camadas de sedimentos no fundo do Lago Yoa, antes de atingir o assentamento final da era do gelo, com cada camada correspondendo a 1 ano.

## UNESCO
A UNESCO inscreveu os Lagos de Ounianga como Patrimônio Mundial por "se constituírem de uma paisagem natural excepcional de grande beleza com cores e formatos arrebatadores"